# Casa Crivelli
La Casa Crivelli ou Casa dei Pupazzi est une demeure Renaissance située au numéro 24 de la Via dei Banchi Vecchi, dans le rione Ponte de Rome. Il y a un autre palais connu sous le nom de Palazzo dei Pupazzi, le palais Centini Toni, situé près de l'église de San Giuseppe a Capo le Case, dans le quartier Colonna. 

## Histoire
La Casa Crivelli est un petit mais très original palais construit par le riche orfèvre milanais Gian Pietro Crivelli entre 1538 et 1539 et appelé la casa dei pupazzi (la maison des marionnettes). Sur la corniche au dessus du portail se trouve la description suivante: IO PETRUS CRIBELLUS MEDIOLANEN(SIS) SIBI AC SUIS A FUNDAMENTIS EREXIT . 
Le bâtiment fut la première résidence du cardinal Felice Peretti, futur pape Sixte V. 

## Description
Au premier étage se trouvent quatre fenêtres rectangulaires séparées par des représentations en stuc de trophées militaires (boucliers et armures) surmontés d'une frise avec quelques masques grotesques alternant avec des protomes léonins. Au deuxième étage, le décor comporte également quatre fenêtres surmontées de tympans incurvés et triangulaires séparés par de hautes lampes soutenues par de gracieux putti en stuc; sur les tympans figurent des paires de satyres tenant de longues guirlandes de plantes. Le dernier étage, structuré comme une loggia, est divisé en colonnes à chapiteaux corinthiens : il y a aussi quatre fenêtres, deux courbes et deux rectangulaires. Ces dernières sont surmontées de bas-reliefs qui représentent deux épisodes importants survenus pendant le pontificat du pape Paul III : dans le premier, Charles Quint s’agenouille devant le pape et dans le second, Paul III réconcilie Charles Quint et François Ier à Nice.  La paternité de ces emplâtres a été attribuée à Giulio Mazzoni de Piacentino, probablement à partir de dessins de Crivelli lui-même.  Mazzoni a également travaillé au Palais Spada, dont la décoration de la façade est similaire . 